# San Roque (ort i Colombia, Antioquia, lat 6,49, long -75,02)
San Roque är en ort i Colombia.   Den ligger i departementet Antioquía, i den centrala delen av landet, 230 km norr om huvudstaden Bogotá. San Roque ligger 1 426 meter över havet och antalet invånare är 5 576.
Terrängen runt San Roque är kuperad. Runt San Roque är det ganska tätbefolkat, med 54 invånare per kvadratkilometer. Närmaste större samhälle är Cisneros, 9,6 km nordväst om San Roque. I omgivningarna runt San Roque växer i huvudsak städsegrön lövskog.